# Бельков, Константин Викторович
Константин Викторович Бельков (23 февраля 1980, Новороссийск) — российский футболист, защитник. С 1997 года (с перерывом в 2000 году) играл за российский «Черноморец».
Один из 16 игроков, которым удалось забить гол в высшей лиге в возрасте до 18 лет. Константин забил свой первый гол 14 октября 1997 года, в возрасте 17 лет 233 дня. В юности подавал большие надежды, привлекался в юношескую сборную страны, однако развитию его карьеры помешали травмы, он месяцами восстанавливался и нечасто выходил на поле. Выступал за «Черноморец» в Высшей лиге, Первом и Втором дивизионах и в ЛФЛ. Провёл один матч в Кубке УЕФА сезона 2001/02 за «Черноморец». Победитель зоны «Юг» Второго дивизиона 2007 года, победитель зоны «Юг» ЛФЛ 2005 года, второй призёр Первого дивизиона 2002 года.

## Достижения
«Черноморец»
- 2-е место в Первом дивизионе России (выход в Высший дивизион): (1) 2002
- Победитель зоны «Юг» второго дивизиона чемпионата России: (2) 2007, 2010
- Обладатель Кубка ПФЛ: 2010
- Победитель чемпионата России по футболу 2023г., среди ветеранов в возрасте 40+, в составе команды Спартак (Геленджик)
- Имеет звание  - Мастер спорта РФ.
- 2-х кратный обладатель Кубка губернатора Краснодарского края.